# Jean Achard (pilota automobilistico)
Jean Achard, pseudonimo di Jean-Jacques Grosman (Parigi, 15 marzo 1918 – Rio de Janeiro, 14 luglio 1951), è stato un pilota automobilistico, giornalista e partigiano francese.

## Biografia

### Gli anni giovanili e l'attività nella Resistenza
Nato nel 1918 a Parigi, il giovane Jean-Jacques assistette all'occupazione nazista della città nel 1940. Entrò quindi a far parte della Resistenza francese con lo pseudonimo di Jean Achard il Bretone. Prima della liberazione, divenne capo redattore del giornale Debout, legato alla Resistenza e fondato da Claude Julien, partigiano e giornalista legato alla Gioventù operaia cristiana. In seguito, Achard divenne presidente della federazione nazionale francese degli ex combattenti.

### La carriera nelle corse automobilistiche
Dopo la liberazione, Grosman iniziò a prendere parte per passione a numerose corse automobilistiche regionali e nazionali alla guida, tra le altre, di vetture Maserati, Delage e Delahaye. Per gareggiare, mantenne lo pseudonimo di Jean Achard. Si iscrisse al Gran Premio di Marsiglia 1946 dove avrebbe dovuto guidare una Bugatti T35, ma non si presentò all'evento. Il debutto effettivo avvenne nello stesso anno al Gran Premio di Parigi al volante di una Maserati 4CM, ma si dovette ritirare al tredicesimo dei 47 giri previsti. Al Gran Premio di Albi, guidando una Maserati 4CL si classifica sesto nella prima manche, nono nella seconda, e sesto assoluto. In luglio, sul circuito di Nantes, prende parte al Premio 24 ore di Le Mans accanto a piloti blasonati come Raph, Pierre Levegh, Jean-Pierre Wimille, Louis Rosier e Maurice Trintignant, ma è costretto al ritiro già al primo giro per noie meccaniche. Al Circuit des Trois Villes Achard si presentò con una Delahaye 155 V12, acquistata da Ernest Friderich. Riuscì a qualificarsi quarto e migliore dei piloti Delahaye, ma fu squalificato per falsa partenza. Durante la stagione 1946 Achard, oltre che con la propria scuderia France Course, diretta da Jean Leroy, corse anche per l'Écurie Atalante.
Nella stagione 1947 Achard si unì all'Écurie Gersac dove, al volante di una Delage, corse accanto a Philippe Étancelin, Pierre Levegh e Maurice Trintignant. Si classificò quarto al Gran Premio di Pau a tre giri dal vincitore Nello Pagani, dopo esser partito undicesimo in griglia, nonostante il comportamento problematico della vettura in curva. Per questo piazzamento, ricevette la ricompensa di 60000 franchi. Puntando al terzo posto del campionato francese, si iscrisse al Gran Premio del Rossiglione qualificandosi nono, ma si ritirò al settimo giro per una collisione multipla che coinvolse anche Étancelin, Grignard e Loyer. In questa occasione il suo giro più veloce personale fu il più lento in assoluto, a undici secondi dalla migliore prestazione.
In maggio, prese parte al Bol d'or al volante di una SIMCA, e alla Jersey Road Race. In questa gara arrivò ottavo a quattro giri dal vincitore Reg Parnell, dopo essere partito dalla diciannovesima posizione. La stagione di Achard prosegue con il Gran Premio di Marsiglia, in cui si classifica quarto a quattro giri dal vincitore Eugène Chaboud. Con questo risultato, Achard si assicurò il quarto posto in campionato. Infine, al Gran Premio di Nîmes si dovette ritirare per un incidente al primo giro, mentre non si presenta al Gran Premio di Reims, pur risultando iscritto.
Al successivo Gran Premio di Albi, Achard si presentò nuovamente con la Delahaye 155 V12 già utilizzata in precedenza sia da lui stesso che da Levegh, ma fu protagonista di un grave incidente: al ventunesimo giro, nella curva successiva al rettilineo delle tribune, perse la ruota posteriore sinistra, che andò a colpire mortalmente una spettatrice e ferì una seconda persona. Dopo questo episodio Achard non si presentò al Gran Premio del Comminges a cui era già iscritto, interruppe temporaneamente l'attività in pista, e vendette la Delahaye ad André Simon.

### L'emigrazione in Brasile e la morte

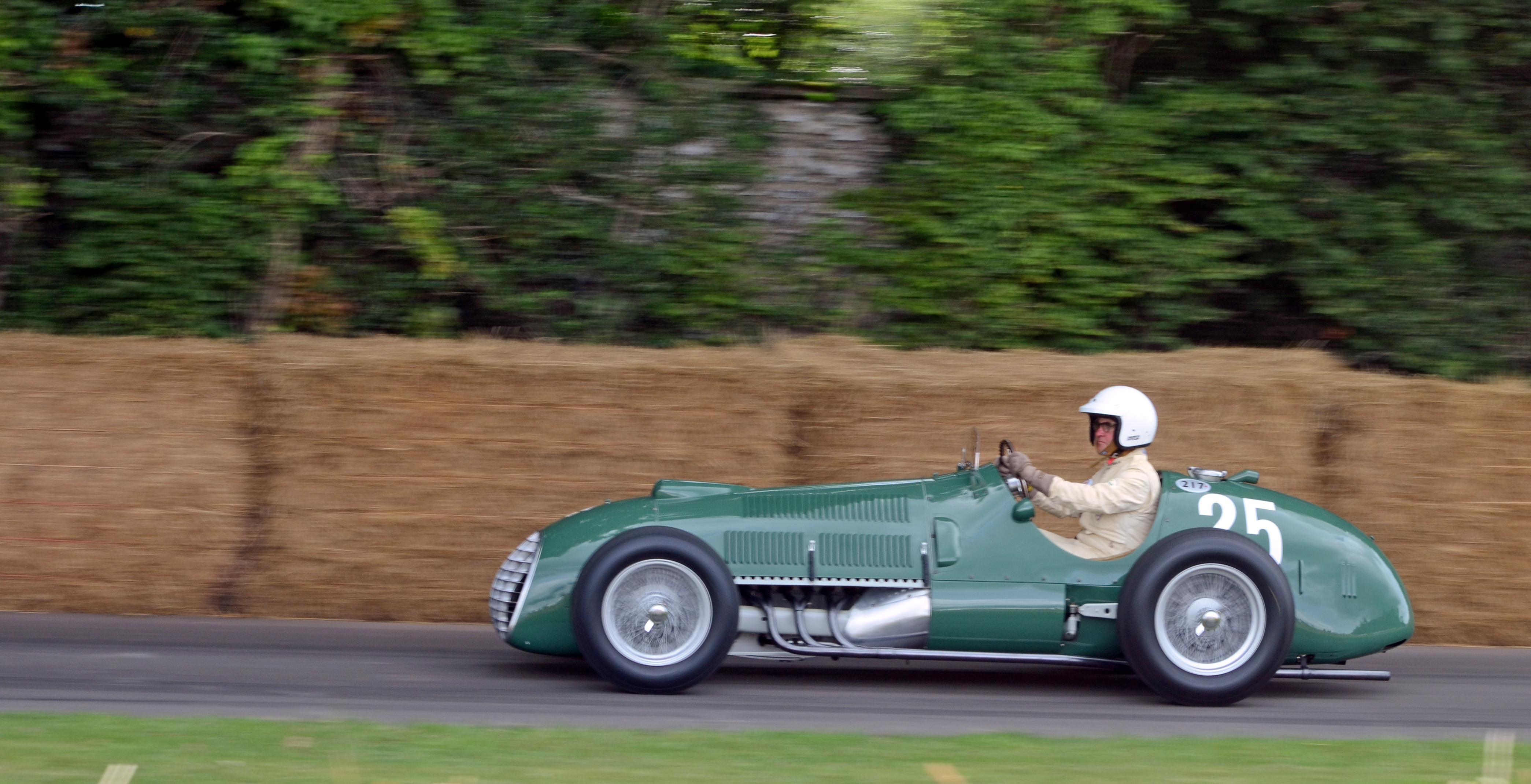
Una Ferrari 125 F1, qui ritratta al festival di Goodwood del 2017 e verniciata col caratteristico British Racing Green. Fu l'ultima vettura di Jean Achard.

Nel novembre 1950, Achard comprò la Talbot-Lago T26C di Étancelin. Emigrato in Brasile nel 1951, Achard riprese a correre nelle competizioni locali. Si classificò quinto al Gran Premio di San Paolo e terzo al Gran Premio di Boa Vista. Nello stesso anno si iscrisse alla 500 Miglia di Indianapolis, risultando l'unico pilota non statunitense di quell'edizione, ma non si qualificò. In quell'occasione, Achard si presentò con il 100 come numero di gara, primo e finora unico pilota a fare questa scelta.
In luglio, Achard vendette la sua Talbot al brasiliano Antonio Pinheiro Peres, in cambio di una Ferrari 125 F1. Il 14 luglio, durante le prove per una competizione nei dintorni di Rio de Janeiro, perse il controllo dell'auto e colpì un muro di cemento, morendo sul colpo. Riguardo alla causa dell'incidente si ritiene che Achard, abituato alla guida della Talbot, abbia confuso i pedali del freno e dell'acceleratore, invertiti rispetto alla Ferrari.